# 夜犬劈裂介
夜犬劈裂介（学名：Cletoeythereis yehchuan）为粗面介科劈裂介屬下的一个种。